# FLM Aviation
Die FLM Aviation war ein deutsches Luftfahrtunternehmen mit Sitz am Flugplatz Kiel-Holtenau. Es war hauptsächlich im Charterverkehr engagiert, betrieb aber auch Rund-, Fracht- und Ambulanzflüge. Zeitweise führte FLM Aviation Linienflüge im Auftrag der Dauair durch sowie für Manx2 von und zu der Isle of Man.

## Geschichte
Das Unternehmen wurde 1976 von Ernst-Otto Mohrdiek auf dem nahe Hamburg gelegenen Flugplatz Uetersen/Heist gegründet und nahm daraufhin seinen Flugbetrieb auf. Mit 1. Februar 2013 musste das Unternehmen Insolvenz beantragen.

## Flotte
(Stand: September 2010)
- 1 Beech Super King Air 300
- 3 Dornier 228
- 1 Partenavia P68
- 6 Cessna 150 bzw. Cessna 172 (Flugschule)